# Sibbo gamla kyrka

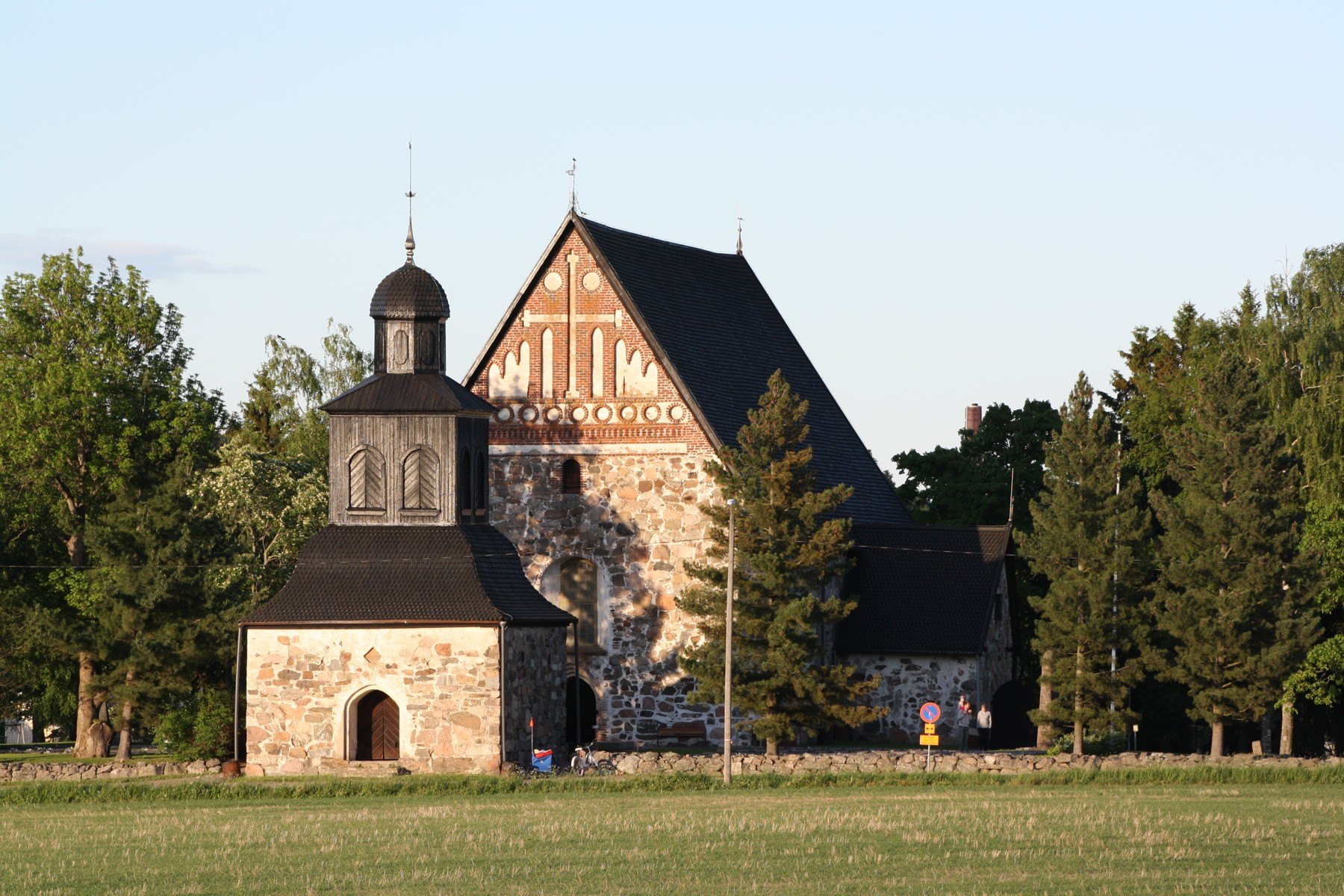
Sibbo gamla kyrka

Sibbo gamla kyrka Sankt Sigfrid är en medeltida gråstenskyrka belägen i Sibbo kyrkby i kommunen med samma namn. Kyrkan är en populär vigselkyrka, speciellt om somrarna. 

## Historia
Sibbo kapell torde ha bildats under första hälften av 1300-talet och slöts med Borgå till Padis klosters patronatsrätt år 1351. Sibbo torde ha frigjorts som en egen kyrksocken först efter att Padis patronatsrätt hade upphävts år 1429, dvs på 1430-talet.
Kyrkan byggdes mellan åren 1450 och 1454 och helgades åt S:t Sigfrid. Den byggdes av tyska eller möjligen holländska kyrkbyggare på en plats där sannolikt en träkyrka från början av 1300-talet hade stått tidigare.
Kyrkan bär spår av samma okända planerare ("Pernåmästaren") som de övriga gråstenskyrkorna i Östra Nyland: Borgå domkyrka, Pernå kyrka och Pyttis kyrka och även Helsinge kyrka i Nyland.
Sibbo gamla kyrka avviker från de ovannämnda eftersom den delvis har två skepp och ett medeltida jord-stengolv. Byggnaden återställdes på 1930-talet, men inte helt till sin ursprungliga skepnad.

## Byggnaden
Det rektangulära och tornlösa långhuset begränsas i öster och väster av höga gavlar och täcks av ett brant sadeltak.  
Det dels två-, dels treskeppiga kyrkorummet är unikt. Det täcks dels av enkla kryssvalv, och dels av stjärnvalv. Också mellanformer förekommer. Valven är smyckade med enkla målningar från medeltiden. I dessa förekommer symboler av hedniskt ursprung (som visserligen senare har tolkats enligt kristen tradition, och därför fått bli kvar). 
Klockstapeln är uppförd i barockstil på 1700-talet och byggdes ursprungligen i trä. Den nuvarande klockstapeln med den lägre delen i sten byggdes 1811.

## Inventarier
- Triumfkrucifixet ovanför altaret har ursprungligen funnits ovanför ingången till korpartiet, i anslutning till en avskiljande inhägnad av koret. Motivet är Den segrande himlakonungen. Troligen från 1400-talet.
- Predikstolen anses vara gjord i Finland under sent 1500-tal, men med utländsk förebild.
- I kyrkan hänger ett votivskepp, donerat på 1840-talet av sjökapten Waenerberg.[3]